# کریستال فیلمز
کریستال فیلمز (انگلیسی: Christal Films) شرکت فیلم‌سازی کانادایی است، که در سال ۲۰۰۹ تأسیس شد.